# Patissa ochreipalpalis
Patissa ochreipalpalis là một loài bướm đêm trong họ Crambidae.